# Кони и Карла
„Кони и Карла“ (на английски: Connie and Carla) е американски комедиен филм от 2004 г. на режисьора Майкъл Лембек и във филма участват Ниа Вардалос, Тони Колет и Дейвид Духовни. Сценарият е написан от Вардалос.

## Актьорски състав
| Актьор           | Роля                              |
| ---------------- | --------------------------------- |
| Ниа Вардалос     | Кони                              |
| Тони Колет       | Карла                             |
| Дейвид Духовни   | Джеф                              |
| Стивън Спинела   | Робърт / Пийчъс                   |
| Алек Мапа        | Лий / Н'Крийм                     |
| Кристофър Логан  | Браян / Пати Мелт                 |
| Робърт Кайзър    | Пол                               |
| Иън Гомез        | Стенли, собственик на клуба       |
| Робърт Джон Бърк | Руди, садистичният криминален бос |
| Борис Макгайвър  | Тибор                             |
| Ник Сандоу       | Ал, гадже на Кони                 |
| Даш Михок        | Майки, гадже на Карла             |
| Чела Хорсдал     | Ботокосвият приятел               |
| Деби Рейнолдс    | Себе си                           |